# Congrés d'Aquisgrà (1818)
Els Congrés d'Aquisgrà o Congrés d'Aix-la-Chapelle, que tingué lloc la tardor de 1818, va ser una reunió entre les quatre potències aliades (Regne Unit, Àustria, Prússia i Rússia) per a decidir la qüestió de la retirada de l'exèrcit d'ocupació de la França napoleònica i la naturalesa de les modificacions que serien introduïdes a conseqüència de les relacions dels quatre poders en relació d'uns amb els altres i, col·lectivament, amb França. El congrés va ser part de la sèrie de conferències en el Concert d'Europa.

## Acords
França va aconseguir el seu objectiu de reduir les obligacions imposades pel Tractat de París de 1815, que l'obligaven a mantenir un exèrcit aliat a França entre altres reparacions. L'ocupació va ser formalment conclosa en la conferència de 30 de setembre de 1818, tot i que l'evacuació no es va completar fins al 30 de novembre. El representant francès Duc de Richelieu va aconseguir que França fos admesa com una part important en els fòrums de discussió europeus i la posició de França com potència europea va ser restaurada. Els mitjans per preservar la unitat de les potències europees, que només es va estendre al manteniment de la Quàdruple Aliança. Metternich va rebutjar els plans idealistes d'Alexandre I de Rússia per (entre altres coses) un exèrcit europeu únic. Les seves pròpies recomanacions als prussians per a un major control de la llibertat d'expressió van ser igualment difícils de donar suport obertament a altres potències com la Gran Bretanya.

## Representants oficials
El congrés, fou convocat a Aquisgrà per al 1r. d'octubre, i la seva primera sessió va comptar amb la presència de l'emperador Alexandre I de Rússia, l'emperador Francesc I d'Àustria, i Frederic Guillem III de Prússia.
El Regne Unit va estar representat per Lord Castlereagh i el duc de Wellington, Àustria pel príncep Metternich, Rússia pels comtes de Ioannis Kapodístrias i Nesselrode, Prússia pel príncep de Hardenberg i el comte de Bernstorff. El duc de Richelieu, per favor dels Aliats, va estar present en nom de França. i va tenir èxit en aconseguir que França fos admesa com un membre de discussió ple en el sistema de congressos europeu, així la posició de França com a potència europea va quedar restaurada. Els membres de la dinastia de banquers Rothschild van estar també molt implicats en el congrés.

## Galeria

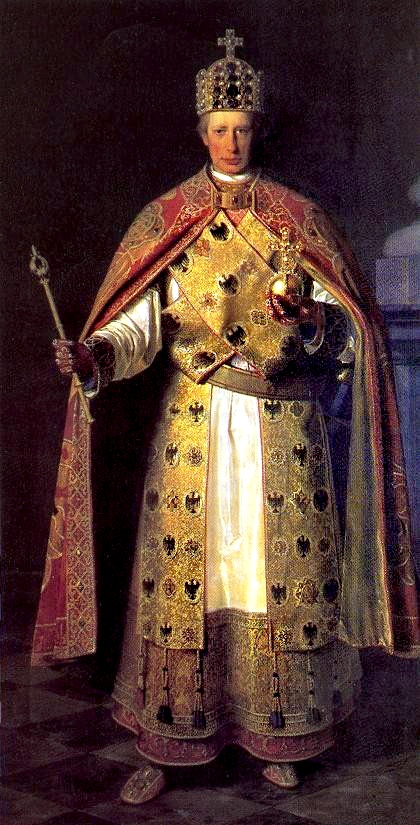
Francesc II d'Àustria
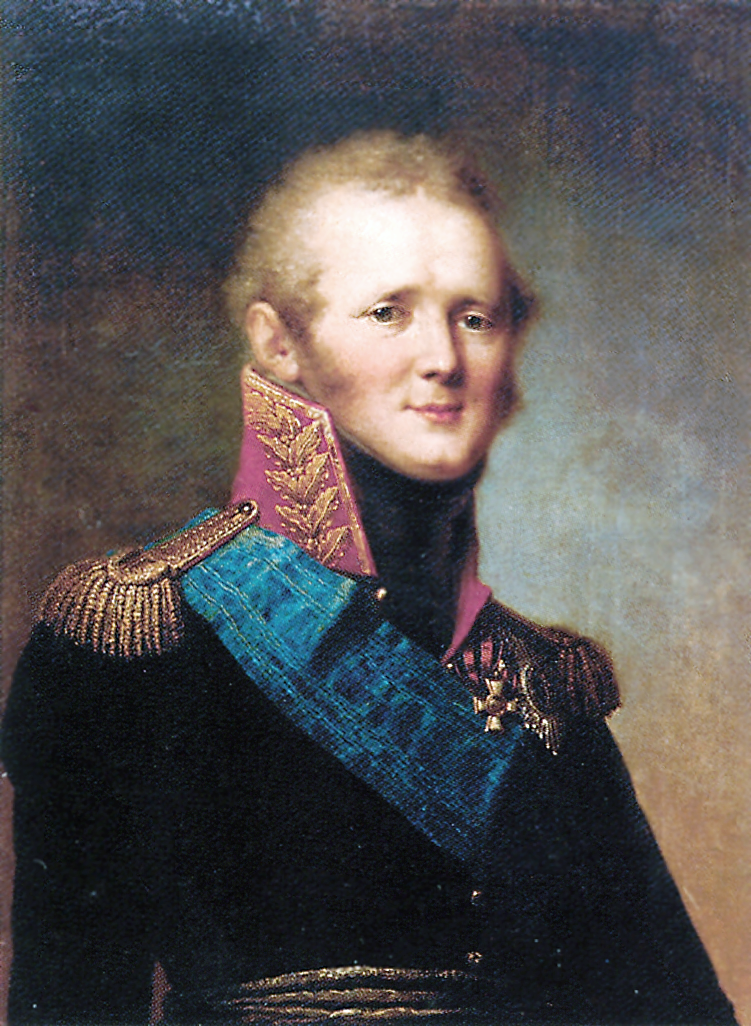
Alejandro I de Rússia
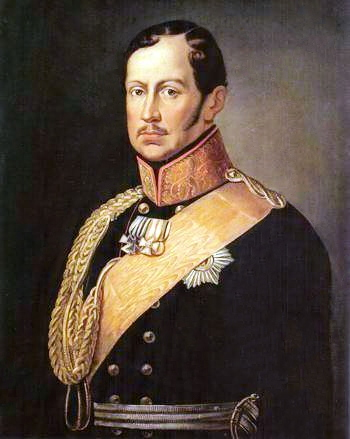
Frederic Guillem III, rei de Prússia
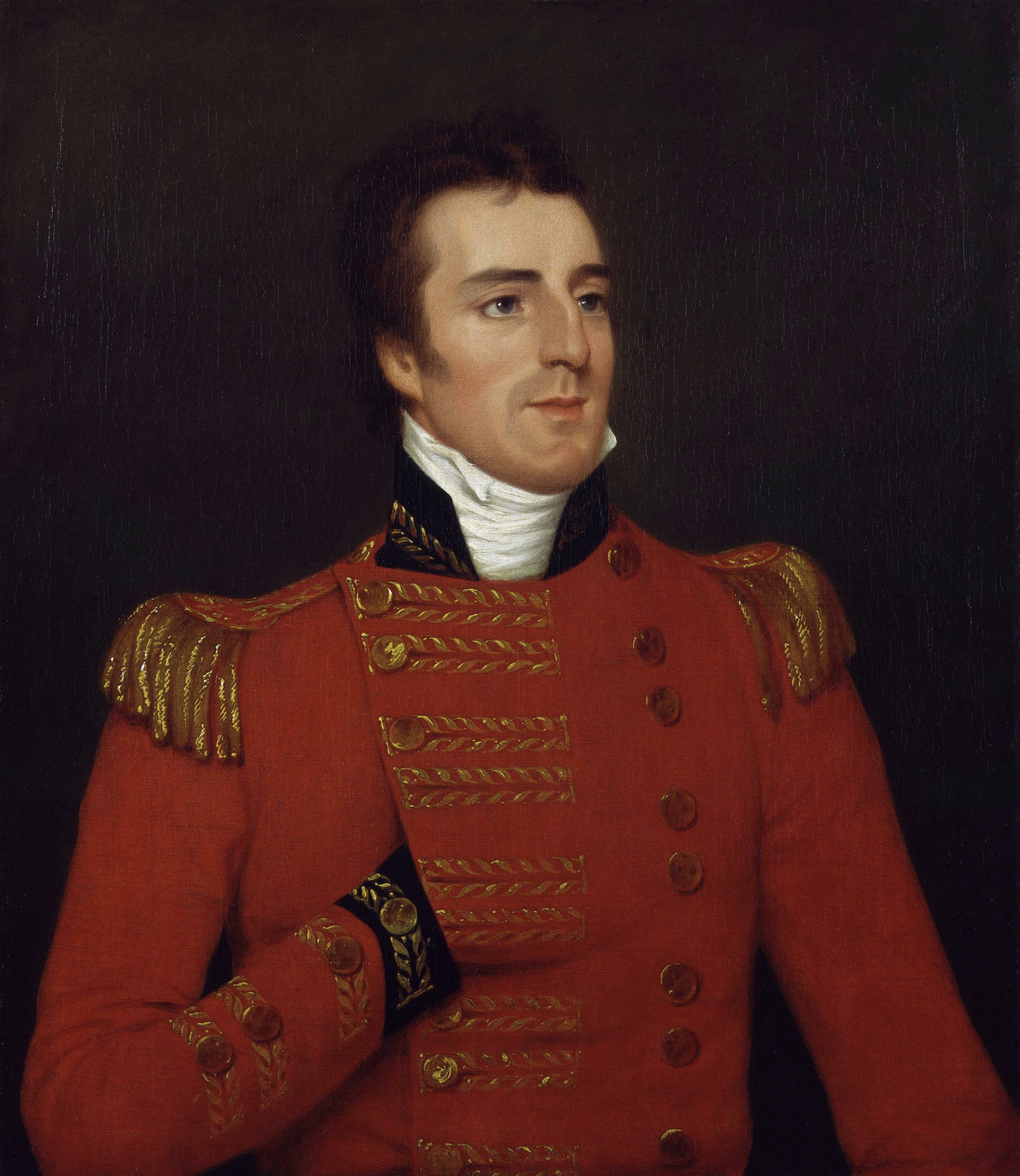
Duc de Wellington
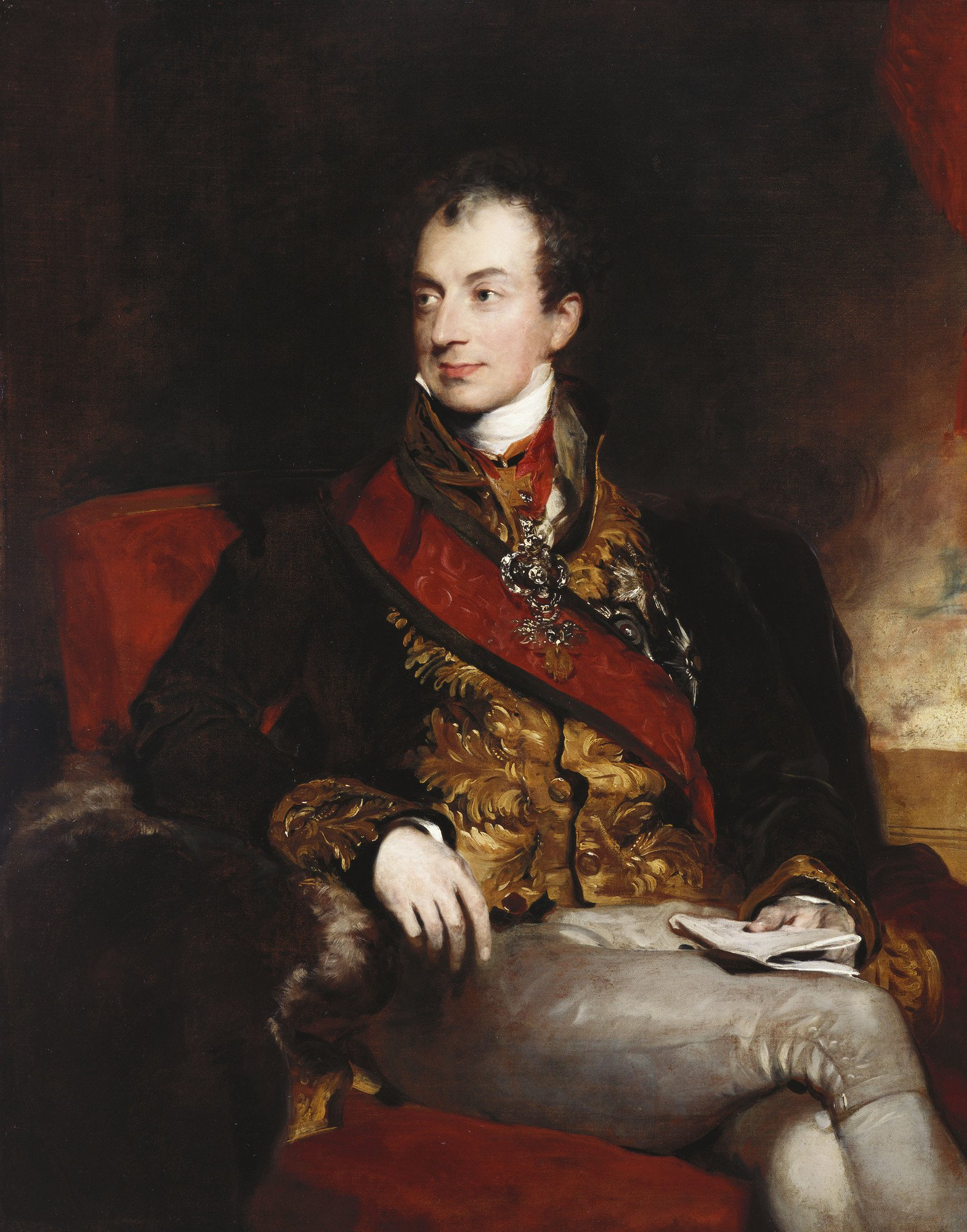
Príncep Metternich d'Àustria
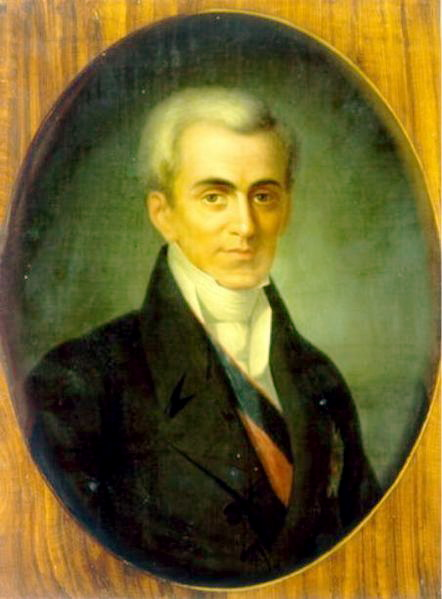
Ioannis Kapodístrias de Rússia
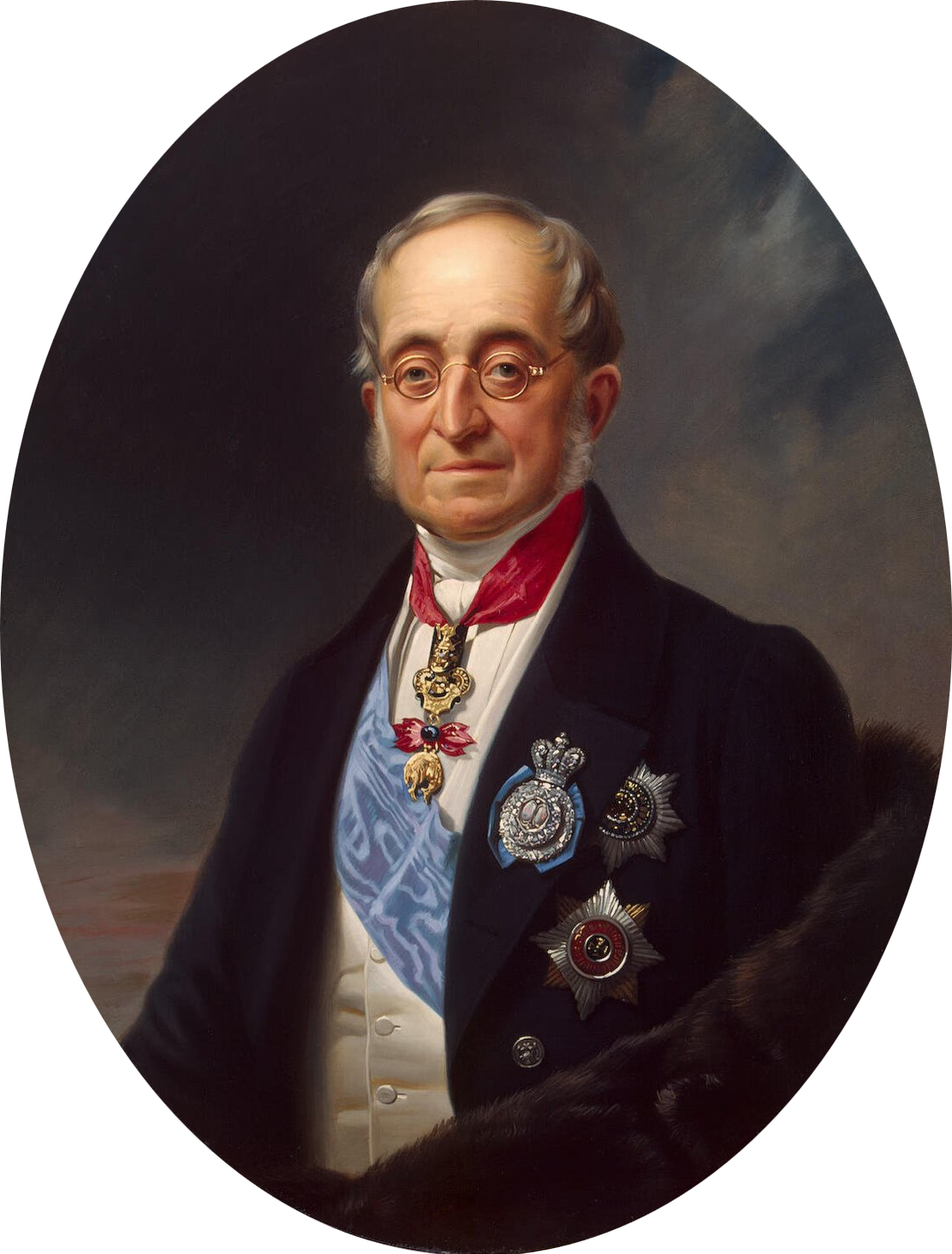
Comte Nesselrode de Rússia
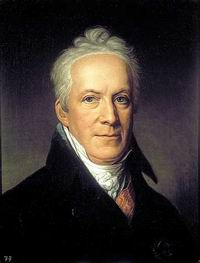
Príncep Hardenberg de Prússia
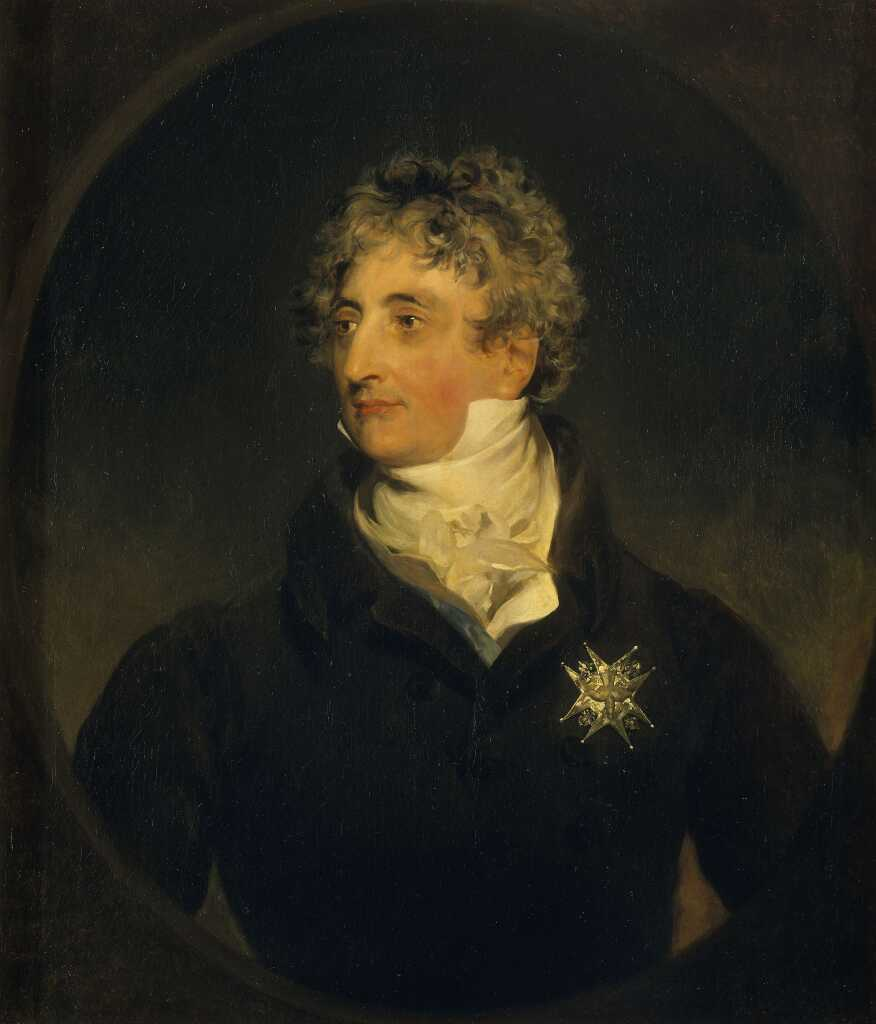
Duc de Richelieu de França

## Acords diplomàtics
L'ocupació va acabar formalment en la conferència el 30 de setembre de 1818, així que l'evacuació de França es va acordar en la primera sessió del congrés, i el consegüent tractat es va signar el 9 d'octubre.
El principal assoliment del Congrés va ser acabar definitivament amb les grans guerres del període de 1792-1815. Van acabar amb totes les reclamacions contra França, i van acceptar a França com un membre igual i ple del Concert dels Quatre, que ara van passar a ser Cinc potències. Els Quatre secretament van renovar la Quàdruple Aliança, però això va ser una formalitat sense conseqüències. Els Quatre es van anar allunyant any rere any per qüestions que es referien a Itàlia, Sud-amèrica i Grècia.
El principal resultat del congrés va ser la signatura, el 15 de novembre, de dos instruments:
- Un protocol secret per confirmar i renovar la Quàdruple Aliança contra França, establerta pels tractats de Chaumont i París (de 20 de novembre de 1815).
- Una "declaració" pública de la intenció de les potències per mantenir la seva estreta unió "enfortida pels llaços de germanor cristiana", que tenia com a objectiu la preservació de la pau sobre la base del respecte dels tractats.[4]

El protocol secret va ser comunicat de forma confidencial a Richelieu; i en la declaració es va convidar a França a una adhesió pública.